# Jacopo Guarnieri
Jacopo Guarnieri (* 14. August 1987 in Vizzolo Predabissi) ist ein ehemaliger italienischer Radrennfahrer.

## Sportliche Karriere
Jacopo Guarnieri wurde 2004 in der Junioren-Klasse italienischer Meister im Zweier-Mannschaftsfahren (Madison) und im Teamsprint auf der Bahn, im Jahr darauf holte er erneut zwei Junioren-Titel auf der Bahn. Auf der Straße war Guarnieri bei den Junioren-Eintagesrennen Trofeo Città di Ivrea und Memorial Pietro Merelli erfolgreich, und bei den Straßenweltmeisterschaften belegte er im Straßenrennen der Junioren Platz vier. Außerdem wurde er wiederholt nationaler Meister auf der Bahn im Madison und im Punktefahren. 2007 konnte Guarnieri den Circuito del Porto für sich entscheiden, eine Etappe der Olympia’s Tour und den Trofeo Alcide De Gasperi. Das Rennen Giro delle Tre Provincie gewann er 2007 und 2008.
2008 erhielt Guarnieri beim Team Liquigas seinen ersten Vertrag, zunächst als Stagiaire. In diesem Jahr wurde er gemeinsam mit Alex Buttazzoni italienischer Meister im Zweier-Mannschaftsfahren. Er gewann die ZLM Tour und eine Etappe des Giro delle Regioni. 2009 und 2010 gewann er jeweils eine Etappe der Polen-Rundfahrt, 2010 zudem eine Etappe des Circuit Franco-Belge und 2011 ein Teilstück der Drei Tage von De Panne.
Zwischen 2010 und 2019 startete Jacopo Guarnieri bei sieben Grand Tours. Ab 2017 fuhr er für das Team Groupama-FDJ und fungierte unter anderem als Anfahrer für Arnaud Démare. Im August 2019 brach er sich nach einem Sturz beim Prudential RideLondon & Surrey Classic in London das Schlüsselbein.
Seine letzten beiden Saisonen bestritt er in den Jahren 2023 und 2024 beim belgischen UCI ProTeam Lotto Dstny, ehe er seine Karriere im Alter von 37 Jahren beendete.

## Erfolge

### Straße
2007
- Circuito del Porto
- eine Etappe Olympia’s Tour
- Trofeo Alcide De Gasperi

2008
- ZLM Tour
- eine Etappe Giro delle Regioni

2009
- eine Etappe Polen-Rundfahrt

2010
- eine Etappe Polen-Rundfahrt
- eine Etappe Circuit Franco-Belge

2011
- eine Etappe Drei Tage von De Panne

### Bahn
2004
- Italienischer Junioren-Meister – Zweier-Mannschaftsfahren (mit Daniele Menaspa), Teamsprint (mit Daniele Menaspa und  Stefano Castoldi)

2005
- Italienischer Junioren-Meister – Punktefahren, Zweier-Mannschaftsfahren (mit Stefano Castoldi)

2008
- Italienischer Meister – Zweier-Mannschaftsfahren (mit Alex Buttazzoni)

2011
- Sechstagerennen von Fiorenzuola d’Arda, mit Elia Viviani

### Grand Tours-Platzierungen
| Grand Tour            | 2010 | 2011 | 2012 | 2013 | 2014 | 2015 | 2016 | 2017 | 2018 | 2019 | 2020 | 2021 | 2022 | 2023 |
| --------------------- | ---- | ---- | ---- | ---- | ---- | ---- | ---- | ---- | ---- | ---- | ---- | ---- | ---- | ---- |
| Giro d’ItaliaGiro     | –    | –    | –    | –    | –    | –    | –    | –    | –    | 132  | 128  | –    | 136  | –    |
| Tour de FranceTour    | –    | –    | –    | –    | –    | 149  | 165  | DNF  | 144  | –    | –    | DNF  | –    | DNF  |
| Vuelta a EspañaVuelta | 149  | –    | –    | –    | 150  | –    | –    | –    | –    | –    | –    | DNF  | –    | –    |